# گوادچن
گوادچن (به لاتین: Gładczyn) یک روستا در لهستان است که در گمینا زاتوره واقع شده‌است.